# Hrpa krhotina
Hrpa krhotina (eng. rubble pile, fra. agglomérat lâche, pile de débris, rus. ку́ча ще́бня, куча обломков, куча камней), u astronomiji nebesko tijelo sastavljeno od mnoštva krhotina različitoga sastava. Homogeni ili heterogeni fragmenti se nisu raspršili dalje svemirom, nego su pod utjecajem gravitacije su se ponovo okupili na jedno mjesto i oblikovali novo tijelo. Novonastalo tijelo je jedno, ali nije kompaktno, nego poput smjese većih i manjih krhotina, odnosno mješavina je petrografskih tipova. Zbog toga nisu monolitni nego porozni. Fragmenti mogu nastati sudarom dvaju ili više tijela, koje sudar nije raspršio.